# 温泉県 (運城市)
温泉県（おんせん-けん）は中華人民共和国山西省にかつて存在した県。現在の運城市臨猗県西部に相当する。
南北朝時代、北魏により設置され、北周により廃止された。